# Arima Toyōji
Arima Toyōji est un nom japonais traditionnel ; le nom de famille (ou le nom d'école), Arima, précède donc le prénom (ou le nom d'artiste).
Arima Toyōji (有馬 豊氏, 1569-1642) est un samouraï et daimyō de l'époque Sengoku.
Durant la bataille de Sekigahara, Toyōji combat aux côtés de Tokugawa Ieyasu à Akasaka (dans la province de Mino) contre Oda Hidenobu, ce dont il est plus tard récompensé par le han de Fukuchiyama situé dans la province de Tamba, d'une valeur estimée à 80 000 koku. Durant le siège d'Osaka il se trouve de nouveau du côté du shogunat Tokugawa et rapporte 57 têtes. En 1620, il reçoit le domaine de Kurume dans la province de Chikugo, d'un revenu estimé à 210 000 koku. Il participe également à la répression de la rébellion de Shimabara de 1637.
Il meurt en 1642 à l'âge de 74 ans. 